# Calamotropha
Calamotropha is een geslacht van vlinders van de familie grasmotten (Crambidae), uit de onderfamilie Crambinae.

## Soorten
- C. abjectella Snellen, 1872
- C. aeneiciliellus De Joannis, 1930
- C. afra Bassi, 1986
- C. agryppina Błeszyński, 1961
- C. albistrigellus Hampson, 1895
- C. alcesta Bleszynski, 1961
- C. anticella (Walker, 1866)
- C. anticellus Walker, 1866
- C. arachnophagus Strand, 1918
- C. argenteociliella Pagenstecher, 1893
- C. argenticilia Hampson, 1895
- C. argyrostola (Hampson, 1919)
- C. athena Błeszyński, 1961
- C. atkinsoni Zeller, 1863
- C. aureliellus (Fischer von Röslerstamm, 1841)
- C. azumai Bleszynski, 1960
- C. baibarellus Shibuya, 1928
- C. bicornutella Błeszyński, 1961
- C. boninellus Shibuya, 1929
- C. bradleyi Błeszyński, 1960
- C. brevilinellus South, 1901
- C. brevistrigellus Caradja, 1932
- C. caesella Walker, 1863
- C. camilla Błeszyński, 1966
- C. cleopatra Błeszyński, 1961
- C. corticellus Hampson, 1898
- C. danutae Błeszyński, 1961
- C. delatalis (Walker, 1863)
- C. diakonoffi Błeszyński, 1961
- C. dielota Meyrick, 1886
- C. diodonta (Hampson, 1919)
- C. discellus (Walker, 1863)
- C. discipunctalis Caradja, 1935
- C. endopolia Hampson, 1912
- C. euphrosyne Błeszyński, 1966
- C. formosella Bleszynski, 1961
- C. franki Caradja, 1931
- C. fulvifusalis Hampson, 1900
- C. fuscacostalis Maes, 2011
- C. fuscilineatellus (D. Lucas, 1938)
- C. fuscivittalis (Hampson, 1910)
- C. hackeri Ganev, 1985
- C. haplorus (Turner, 1911)
- C. heliocaustus (Wallengren, 1875)
- C. hierichuntica Zeller, 1867
- C. indica Bleszynski, 1961
- C. inounei Bleszynski, 1959
- C. janusella Błeszyński, 1961
- C. javaica Bleszynski, 1961
- C. josettae Bleszynski, 1961
- C. joskeaella Błeszyński, 1961
- C. kuchleini Błeszyński, 1961
- C. kurenzovi Kirpichnikova, 1982
- C. latellus Snellen, 1890
- C. lattini Błeszyński, 1961
- C. lempkei Schouten, 1993
- C. leptogrammellus (Meyrick, 1879)
- C. lupatus Meyrick, 1932

- C. malgasella Błeszyński, 1970
- C. martini Błeszyński, 1961
- C. megalopunctata Błeszyński, 1961
- C. melanosticta Hampson, 1895
- C. melli Caradja, 1933
- C. mesostrigalis (Hampson, 1919)
- C. mimosa Błeszyński, 1961
- C. neurigrammalis Hampson, 1912
- C. nigripunctellus Leech, 1889
- C. niveicostellus (Hampson, 1919)
- C. obliterans Walker, 1863
- C. oculalis Snellen, 1893
- C. okanoi Bleszynski, 1961
- C. olarui Nemes, 1972
- C. paludella

Lisdoddesnuitmot Hübner, 1824
- C. papuella Bleszynski, 1966
- C. psaltrias (Meyrick, 1933)
- C. pseudodielota Bleszynski, 1961
- C. punctivenellus Hampson, 1895
- C. robustella Snellen, 1872
- C. saturnella Bleszynski, 1961
- C. schoenmanni Błeszyński, 1961
- C. schonnmanni Bleszynski, 1961
- C. shichito Marumo, 1931
- C. shwarzi Bleszynski, 1961
- C. sienkiewiczi Bleszynski, 1961
- C. snelleni Schouten, 1993
- C. stachi Błeszyński, 1961
- C. subalcesta Bleszynski, 1961
- C. subdiodonta Błeszyński, 1961
- C. subterminellus Wileman & South, 1917
- C. sumatraella Bleszynski, 1961
- C. sybilla Bleszynski, 1966
- C. tonsalis Walker, 1863
- C. toonderi Schouten, 1993
- C. torpidellus (Zeller, 1852)
- C. toxophorus (de Joannis, 1927)
- C. tripartitus (Hampson, 1919)
- C. unicolorellus Zeller, 1863
- C. venera Bleszynski, 1961
- C. virra Błeszyński, 1966
- C. wallengreni Błeszyński, 1961
- C. xantholeuca (Meyrick, 1933)
- C. xanthypa Błeszyński, 1961
- C. yamanakai Inoue, 1958
- C. zoma Viette, 1971